# Шумяцький Борис Захарович
Шумяцький Борис Захарович (16 листопада 1886, Улан-Уде — 29 липня 1938, в'язниця НКВС СРСР) — радянський державний і партійний діяч, революціонер, дипломат, журналіст, учасник Громадянської війни у Сибіру та на Далекому Сході. Другий голова Ради міністрів та міністр закордонних справ Далекосхідної республіки. Керівник радянського кінематографу (1930—1938). Член Середньоазійського бюро ЦК ВКП(б).

## Біографічні відомості
Був заступником голови Далекосхідної республіки (1919—1920), послом СРСР в Ірані (1923—1925).

### На чолі радянської кінопромисловості
21 листопада 1930 року призначений головою правління «Союзкіно». З 1933 року — начальник Головного управління кінофотопромисловості, з 1936 року — заступник голови Комітету у справах мистецтв.
У період керівництва Шумяцьким радянською кіногалуззю було створено фільми «Чапаєв» (1934), «Веселі хлоп'ята» (1934), «Юність Максима» (1934), «Тринадцять» (1936), «Цирк» (1936) та багато інших. 
У 1934 році в ближньому Підмосков'ї у селищі Первомайський за його ініціативою було відкрито Будинок творчості кінематографістів «Болшево». Був одним із творців Будинку творчих працівників кінематографії — Будинку кіно, ініціатором і головою журі першого міжнародного кінематографічного огляду в СРСР — Радянського кінофестивалю в Москві в 1935 році. З його ім'ям пов'язані успіхи радянського кіно на міжнародних кінофестивалях.
Підтримував ідеологічні кампанії уряду Сталіна по боротьбі «з націоналізмом і формалізмом» в українському кіно. Щоправда у критичні для Олександра Довженка 1930-ті роки фактично врятував йому життя, попередивши про небезпеку арешту у випадку повернення з Абхазії в Україну.
Автор книги рос. «Кинематограф миллионов» (М., 1935).

### Арешт і розстріл
У ніч із 17 на 18 січня 1938 року був заарештован за звинуваченням в участі у контрреволюційній терористичній організації та шпигунстві, 29 липня 1938 року розстріляно та поховано на полігоні «Комунарка». Реабілітовано 22 лютого 1956 року ухвалою Військової колегії Верховного суду СРСР.

## Пам'ять
Ім'ям Б. З. Шумяцького названо вулиці в Улан-Уде і Красноярську.